# Gold Key Lake
Gold Key Lake es un lugar designado por el censo ubicado en el condado de Pike en el estado estadounidense de Pensilvania. En el año 2010 tenía una población de 1.830 habitantes.

## Geografía
Gold Key Lake se encuentra ubicado en las coordenadas 41°18′51″N 74°56′36″O / 41.31417, -74.94333.. Según la Oficina del Censo de los Estados Unidos, Gold Key Lake tiene una superficie total de 2,52 mi² (6,5 km²), de la cual 2,27 mi² (5,9 km²) corresponden a tierra firme y 0,25 mi² (0,6 km²) es agua.